# Jean Cadier
Pour les articles homonymes, voir Cadier.
Jean Cadier, né le 1er juillet 1898 à Vabre (Tarn) et mort le 28 janvier 1981 à Montpellier, est pasteur, théologien, professeur de dogmatique à la faculté de théologie protestante de Montpellier.

## Parcours
Jean Cadier est le fils de Gustave Cadier, pasteur, et d'Hélène Peaudecerf. Il s'inscrit à la faculté de théologie protestante de Montauban en 1916, mais ses études sont interrompues par sa mobilisation durant la Première Guerre mondiale. Il reprend ses études à la faculté de théologie de Montpellier qui a succédé en 1919 à celle de Montauban, et il soutient en 1923 une thèse pour l'obtention du grade de bachelier en théologie, intitulée Notes exégétiques sur le titre de Fils de Dieu dans les évangiles synoptiques. Il devient pasteur de l'Église réformée en 1923, et membre de la Brigade de la Drôme, qui évangélise cette région, souvenirs dont il témoigne dans son ouvrage Le matin vient. Il exerce son ministère à Valdrôme, puis à Loriol. Il participe à l'élaboration de la Déclaration de foi de l'Église réformée de France de 1936, préalable à l'unité des églises réformées françaises de 1938.
Il prend un poste pastoral à Montpellier en 1936, à la chapelle de la rue Brueys et assure une charge de cours de théologie pratique à la faculté de théologie. Sa thèse de licence, soutenue en 1942, est consacrée au catéchisme de Heidelberg. Il réalise une thèse de doctorat de théologie, en 1951, intitulée La Doctrine calviniste de la Sainte Cène, soutenue à l'université de Montpellier.

### Résistance et thèses de Pomeyrol
Un sermon qu'il prononce en juin 1940 évoque « saint Augustin sentant vaciller sous la poussée des barbares les assises du monde antique, et Ézéchiel appelant à “relever le mur de défense et se tenir sur la brèche” et à “mener la guerre de l'esprit” ». Patrick Cabanel souligne que les « lieux de culte : églises catholiques et orthodoxes, temples luthériens et calvinistes » étaient « les seuls lieux peut-être qui ont joui […] d'une existence officielle, d'une forme d'autonomie et d'une fréquentation large » et où une parole dominicale hebdomadaire s'est dite. Jean Cadier est l'un des rédacteurs des thèses de Pomeyrol (16-17 septembre 1941).
Il échappe à une arrestation en 1944, et décide alors de rejoindre les maquis de Vabre, où sont actifs Guy de Rouville et son épouse Odile de Rouville. Il en devient l'aumônier, puis, à la Libération, il est aumônier de la 1re armée française, qu'il accompagne jusqu'à Constance en 1945.

### Professeur de théologie
Il est professeur de dogmatique à la faculté de théologie protestante de Montpellier de 1945 à 1968.

### Responsabilités institutionnelles
Il est doyen de la faculté de théologie protestante de Montpellier (1957-1966), président de la Société calviniste de France, rédacteur de la revue Études théologiques et religieuses et membre de l'Académie des sciences et lettres de Montpellier.

### Vie privée
Il épouse en premier mariage Madeleine Lafitte (1922-1945), puis, en 1947, se remarie avec Annette Warnery (1907-2013) apparentée aux familles Castelnau et Bazille, qui fut cavalière aux côtés de Fanfonne Guillierme et ambulancière durant la Seconde Guerre mondiale. Ils ont une fille.

## Publications

### Ouvrages
- (Thèse de baccalauréat) Notes exégétiques sur le titre de Fils de Dieu dans les évangiles synoptiques, Montpellier, 1923, 57 p.
- La Victoire de la foi, avec P. Caron, J. Deransart et G. Sabliet, Dieulefit, Nouvelle Société d'éditions de Toulouse.
- L'argent et le réveil, rapports présentés aux « Journées du Christ » de Loriol les 16 et 17 octobre 1932, D. Loux, L. Dallière et J. Cadier, Valence-sur-Rhône : Fédération protestante de Drôme et Ardèche, 1933, 57 p.
- Jean-Frédéric Vernier (1796-1871) d'après son autobiographie et les souvenirs de son fils Élie, Dieulefit : Nouvelle Société d'éditions de Toulouse, 1934, 231 p.
- (Thèse de licence) Le Catéchisme de Heidelberg, traduction nouvelle précédée d'une Introduction historique et dogmatique, Dieulefit : Nouvelle société d'édition de Toulouse, 1942
- (Thèse doctorale) La Doctrine calviniste de la Sainte Cène, Montpellier : Faculté de théologie protestante, 1951
- Calvin : l'homme que Dieu a dompté, Genève : Labor et Fides, 1958, 188 p.
- Calvin, Paris : Presses universitaires de France, 1966, 161 p.
- Le Matin vient, préf. de Jacques Deransart, Paris : les Bergers et les mages, 1990
- Calvin ou Luther : faut-il choisir ?, avec Albert Greiner, Aix-en-Provence : Éd. Kerygma, 1996
- Notes exégétiques sur le titre de Fils de Dieu dans les évangiles synoptiques, [S.l.] : [s.n.], [1923]
- Le réveil et la vie de paroisse, Aouste, Fédération protestante de Drôme et Ardèche, [1933], 13 p.
- La victoire de la foi, collectif, Dieulefit : Nouvelle société d'éditions de Toulouse, [1950?], 140 p.
- Sermons, [1990?]
- Le matin vient, préface Jacques Deransart, Lyon : Éd. Olivétan, impr. 2005, 193 p.

### Articles
- « Calvin et saint Augustin », Études augustiniennes, 1958, p. 357-371
- « La prière eucharistique de Calvin », Eucharisties d'Orient et d'Occident, 1970, T.1, p. 171-180.
- « Un prédicateur : Adolphe Monod », Les Cahiers du Matin vient (Dieulefit), no 4, 1936.
- « Le projet de déclaration de foi », Les Cahiers du Matin vient (Dieulefit), no 3, 1935.
- « Le baptême d'après les catéchismes réformés », Les Cahiers du Matin vient (Dieulefit), no 3-4, 1937.
- « Calvin et les églises de la Drôme », Les Cahiers du Matin vient (Dieulefit), no 3, 1936
- « Élection et Église », Les Cahiers du Matin vient (Dieulefit), ISSN 1256-1991, no 3, 1936
- « Les chemins se séparent : calvinisme, méthodisme, dissidences », Les Cahiers du Matin vient (Dieulefit), no 1-2, 1937
- « Isaac Casaubon à Montpellier (1597-1599) », Études théologiques et religieuses, 1971, n°}3, p. 241-249
- « La Parole de Dieu », Les Cahiers du Matin vient (Dieulefit), no 1 et 2, 1935.
- « La Réforme devant l'hérésie spiritualiste », Les Cahiers du Matin vient (Dieulefit), no 1 et 2, 1936.
- « Le mystère de l’Église : étude de l'épître aux Éphésiens », Les cahiers bibliques de Foi et vie, no 1, p. 38-54
- « L'autorité des Saintes Écritures » : étude présentée le 9 novembre 1935 aux Journées spirituelles de Montbéliard, Les Cahiers du Matin vient (Dieulefit), no 4, 1935.
- « La déclaration de foi de 1936, fondement de l'unité réformée », Revue de théologie et de philosophie, juillet-septembre 1939, no 112, p. 183-204
- « Les manuscrits de la Mer Morte », séance du 19 novembre 1973 de l'Académie des sciences et lettres de Montpellier
- « Un maître d'Auguste Comte : le doyen Daniel Encontre », Études théologiques et religieuses, 1967/1, p. 53-59
- « Étude critique de l'ouvrage de Théobald Süss La communion au corps du Christ »
- « Les quakers de Congénies », séance du 22 juin 1970, Montpellier : Académie des sciences et lettres, 1970
- « La secte montpelliéraine des Multipliants », séance du 15 février 1971, Montpellier : Académie des sciences et lettres, 1971
- « Saint Augustin et la Réforme », Paris : Études augustiniennes, 1958
- « Sadolet et Calvin », Paris, Revue d'histoire et de philosophie religieuses, 1965/1, p. 79-92